# Ілкі
Ілкі (пол. Iłki, нім. Annafelde) — село в Польщі, у гміні Біла Піська Піського повіту Вармінсько-Мазурського воєводства.
Населення — 56 осіб (2011).
У 1975-1998 роках село належало до Сувальського воєводства.

## Демографія
Демографічна структура станом на 31 березня 2011 року:
|          | Загалом | Допрацездатний вік | Працездатний вік | Постпрацездатний вік |
| -------- | ------- | ------------------ | ---------------- | -------------------- |
| Чоловіки | 31      | 10                 | 16               | 5                    |
| Жінки    | 25      | 9                  | 12               | 4                    |
| Разом    | 56      | 19                 | 28               | 9                    |